# Puente Mariano Ospina Pérez (Valle del Cauca)
El puente Mariano Ospina Pérez es una obra civil pública que cruza el río Cauca a en el departamento de Valle del Cauca a la altura de las ciudades de La Unión y La Victoria. Es un puente colgante con dos torres metálicas sobre las márgenes del río, con tablero en celosía metálica reforzado con hormigón y con carpeta asfáltica para la superficie del tráfico.
Este puente se puede confundir con el Puente Mariano Ospina Pérez (Girardot) que une las ciudades de Flandes y Girardot cruzando el Río Magdalena.  

## Historia
Desde los años 20, existía la necesidad de comunicar las poblaciones de la margen occidental del río Cauca (Versalles y La unión) con el municipio de la Victoria, donde se encontraba la estación de trenes más próxima. 
En 1947, el gobierno de Mariano Ospina Pérez (1946-1950). adquiere varios puentes metálicos. Por esos días, debido al incremento del tráfico automotor, y especialmente por el tamaño de los nuevos camiones, las especificaciones técnicas para los puentes de vías troncales cambiaron. Con las nuevas especificaciones, el gobierno compra los primeros 5 puentes: El de Guamal (vía Villavicencio – San Martín), el de Honda (Tolima), el de La Pintada (sobre el río Cauca), el de Sevilla (en la vía Sevilla – Fundación) y el puente entre La Victoria – La Unión (en el Valle).
El puente fue dado al servicio en 1954 y su costo fue de 2 millones de pesos. Originalmente llamado ‘’Puente 13 de junio’’ en conmemoración del golpe de Estado de 1953, que dio inicio al gobierno de Gustavo Rojas Pinilla, este puente fue renombrado como Puente Mariano Ospina Pérez.